# Avenida Mariscal López (Asunción)
La Avenida Mariscal Francisco Solano López, abreviada generalmente como Avda. Mcal. López, es una de las avenidas más importantes de la capital del Paraguay, Asunción. Se inicia en la Calle Independencia Nacional y termina en el cruce con la Avenida Madame Lynch, en la frontera con la ciudad de Fernando de la Mora. Tras el cruce con Madame Lynch, la Avenida Mariscal López sigue con el mismo nombre, la cual llega hasta la ciudad de San Lorenzo, a la altura de la Calle 14 de mayo, donde pasa a llamarse Avda. Dr. Gaspar Rodríguez de Francia (hacia San Lorenzo) y Avda. Saturio Ríos (saliendo de San Lorenzo) a la altura de la Avda. Dr Eugenio A. Garay (Zona Yvera).

## Toponimia
Por ordenanza N° 1679 del 8 de mayo de 1826, fue denominada Coronel Bogado en homenaje al Coronel José Félix Bogado. Por ordenanza N° 484 del 16 de agosto de 1915 esta fue llamada Avenida Colombia, hidalga nación hermana. Por decreto municipal N° 512 del 5 de abril de 1941 se denominó Avenida Mariscal López, en nombre del segundo presidente de este país, Francisco Solano López.

## Importancia

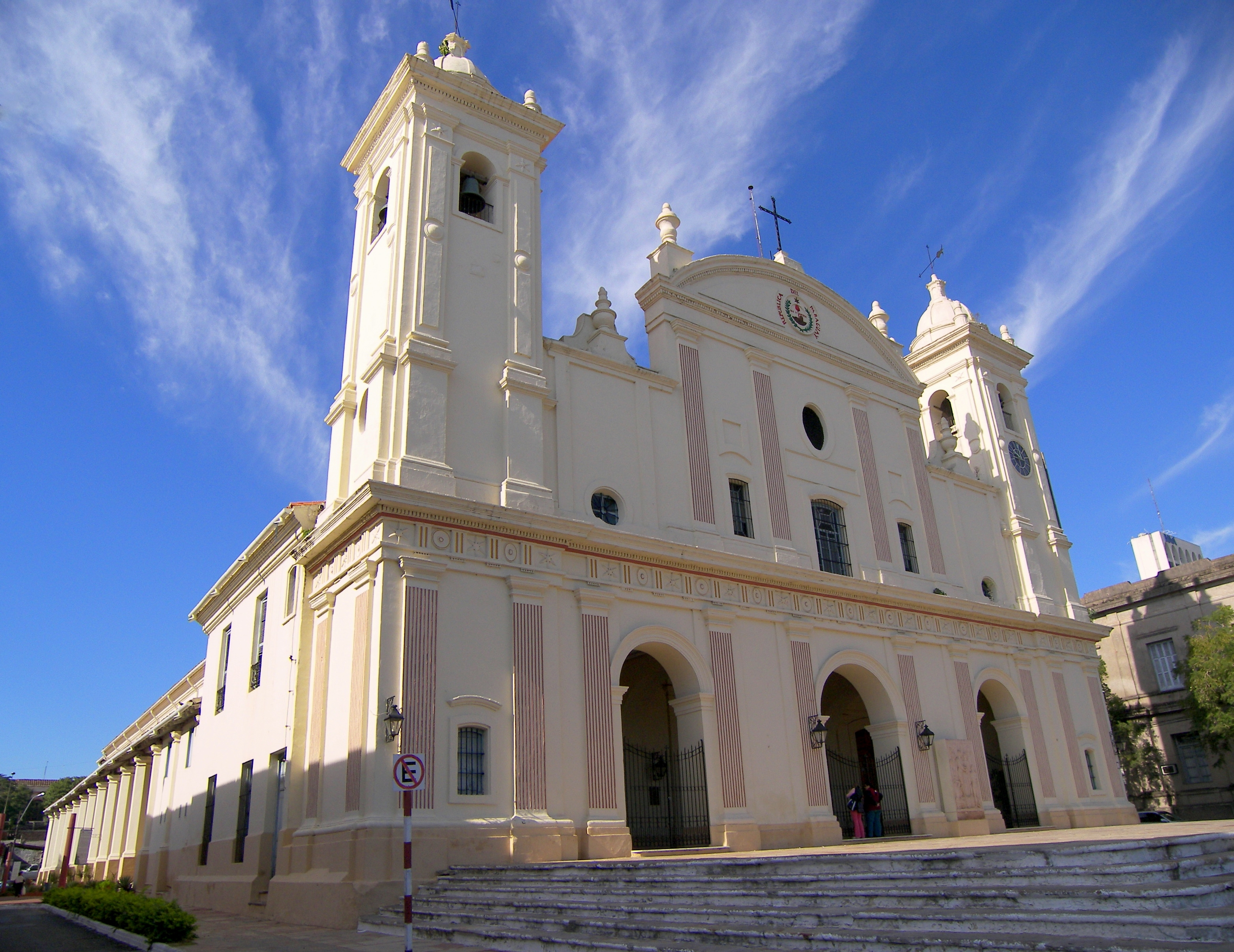
La Av. Mcal. López inicia exactamente al costado de la Catedral Metropolitana de Asunción.

La importancia de la avenida radica en el hecho de que dicha avenida constituye uno de los principales ejes viales de la capital, y es junto a la Av. Eusebio Ayala, Av. Transchaco y la Av. Fernando de la Mora, una de las más importantes avenidas de ingreso a la capital. Asimismo constituye un paso o cruce obligatorio de los sanlorenzanos o fernandinos para dirigirse hasta el centro de Asunción.

## Lugares de interés

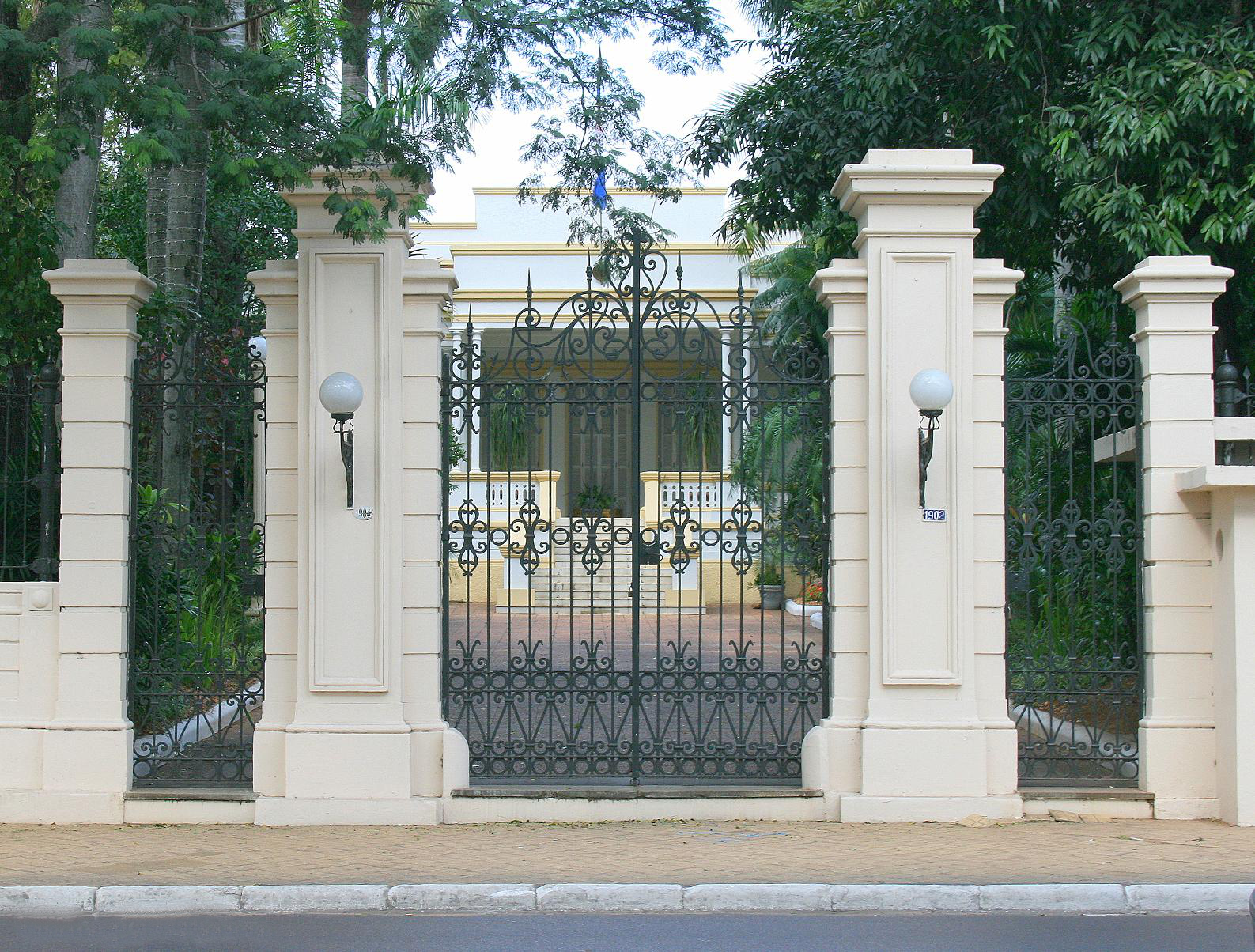
Mburuvicha Róga ubicada sobre la Av. Mcal. López c/ Av. Kubitschek.

Los lugares importantes que se encuentran sobre esta avenida de noroeste a sureste son:
- Catedral Metropolitana de Asunción.
- Estación Central del Ferrocarril
- Ministerio de Defensa Nacional
- Batallón Escolta Presidencial
- Estadio Manuel Ferreira
- Hospital de Policía Rigoberto Caballero
- Embajada de los Estados Unidos de América
- Mburuvicha Róga
- Cárcel de Mujeres Buen Pastor
- Embajada del Japón
- Iglesia y Cementerio de la Recoleta
- Ministerio de Industria y Comercio
- Paravision (actualmente en el Barrio Sajonia sobre las calles Conrado Ríos Gallardo #5723 esq. Hernandarias)
- Shopping Villa Morra
- Plaza Mayor Infante Rivarola
- Plaza de las Américas
- Municipalidad de la Ciudad de Asunción

### Instituciones Educativas
- Colegio La Providencia
- Colegio Santa Teresa de Jesús
- Colegio Nacional República de Panamá
- Colegio Santa Clara

## Infraestructura
La Avenida Mcal. López está asfaltada en su totalidad. Su anchura varía de acuerdo a los barrios en los que pasa, desde la Calle Independencia Nacional hasta la Calle Brasil es de solo una vía por carril, sin embargo después de la Calle Brasil esta se ensancha más siendo de dos carriles por lado.

## Viabilidad
La Avenida Mariscal López es de doble sentido hasta la calle Brasil, donde es de un solo sentido y vuelve a serlo en su intercepción con la calle Tacuarí.
- Datos: Q5713894
- Multimedia: Avenida Mariscal López, Asunción / Q5713894